# 냄 느엉

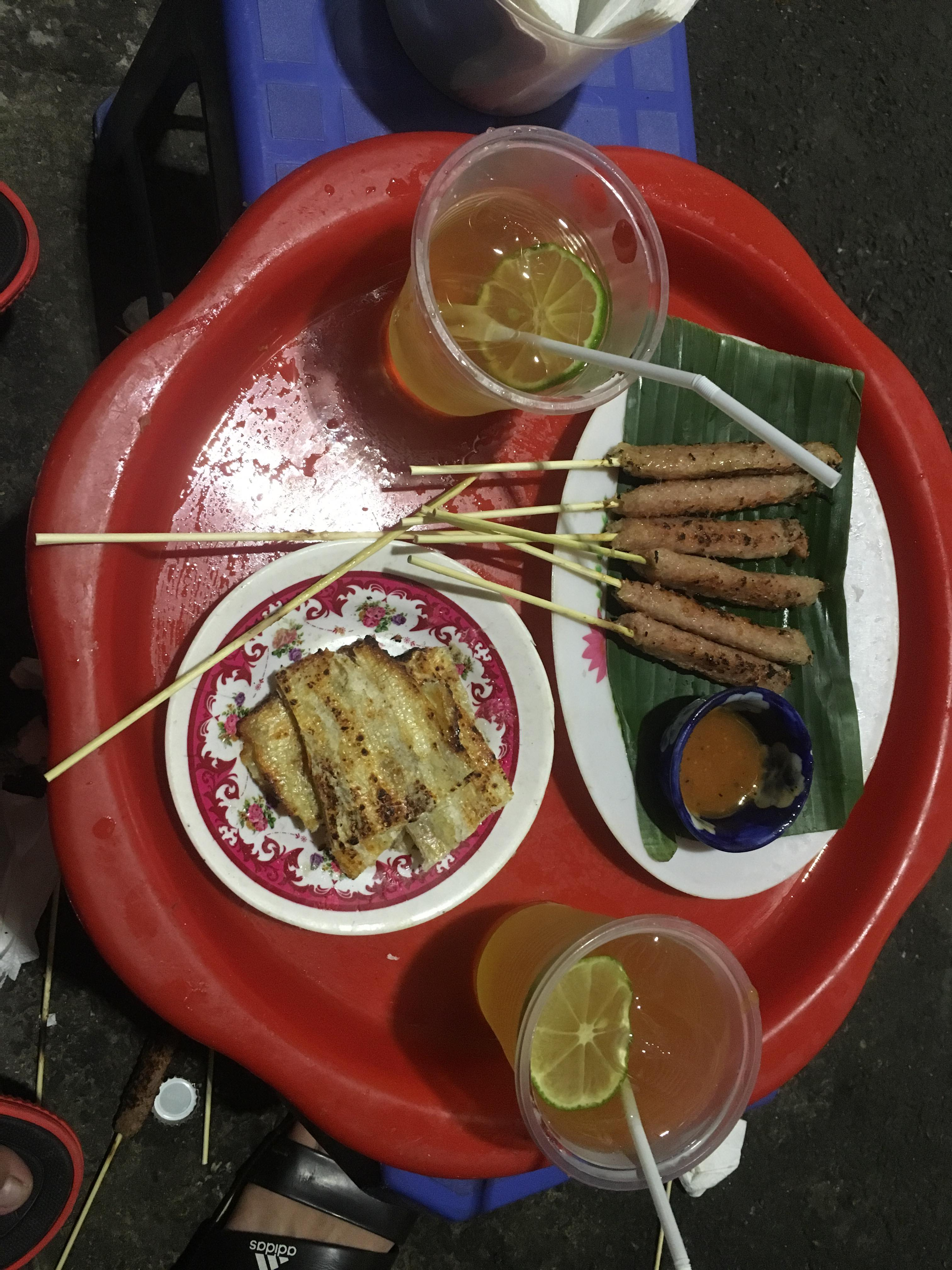
냄 느엉

냄 느엉(베트남어: nem nướng)은 돼지고기 소시지나 미트볼을 구운 베트남 요리로 카인호아성에서 유래했다. 일반적으로 썬 샬롯, 으깬 마늘, 어장, 설탕, 후추과 같이 고기로 다져지며 양념 없이 먹기도 하고 느억 쩜이나 땅콩 소스에 찍어먹는다.